# Naj Tunich

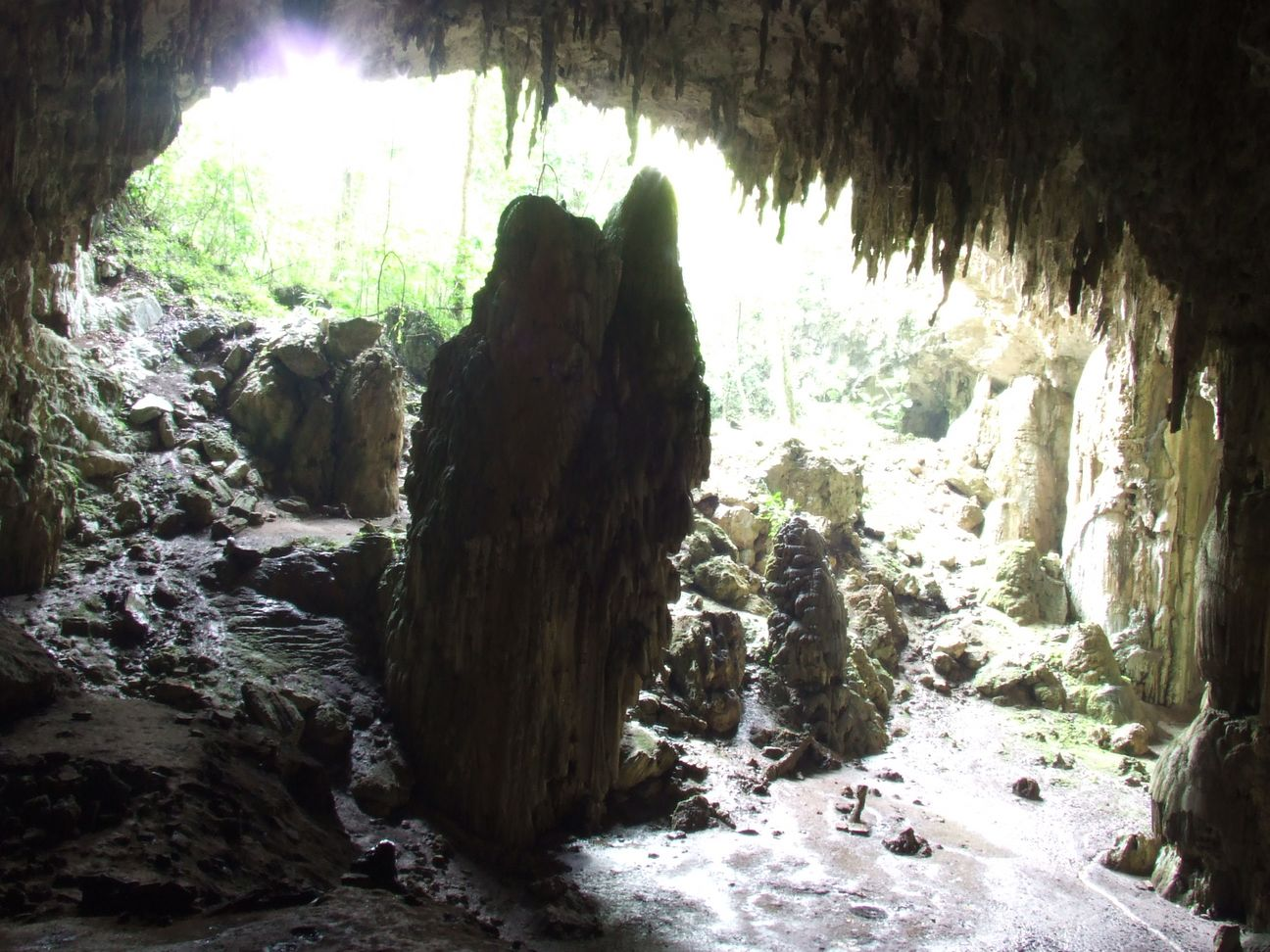
Entrada a la cova

Naj Tunich és una cova càrstica i un jaciment arqueològic maia dins del municipi de Poptún, al departament del Petén de Guatemala, a un quilòmetre de la frontera amb Belize. El seu descobriment tingué un paper pioner en el camp de l'arqueologia de les coves de la civilització maia. Es va proposar el 2002 com a Patrimoni de la Humanitat de la UNESCO.

## Etimologia
Naj Tunich significa 'casa de pedra' en mopan maia. Aquest nom li'l va donar un dels primers visitants, un lingüista nord-americà anomenat Pierre Ventur.

## Descobriment
La cova fou descoberta l'any 1979 per un maia kekchi, Bernabé Pop, mentre caçava. Va revelar la seva existència a Mike De Vine, un nord-americà que treballava com a guia a Poptún. La cova, la van excavar James Brady i Andrea Stone. L'any 1988, els arqueòlegs hi descobriren noves galeries. L'any 1989, la cova va sofrir un acte de vandalisme, que va destruir irreparablement vint-i-tres de les seues obres d'art.

## Història i descripció
Durant els períodes preclàssic i clàssic, la cova fou un important lloc de pelegrinatge per als maies, que consideraven les coves com a accessos a l'Inframon o Xibalbà. Naj Tunich fou escenari de moltes activitats rituals, des de rituals sagnants fins a sacrificis infantils.

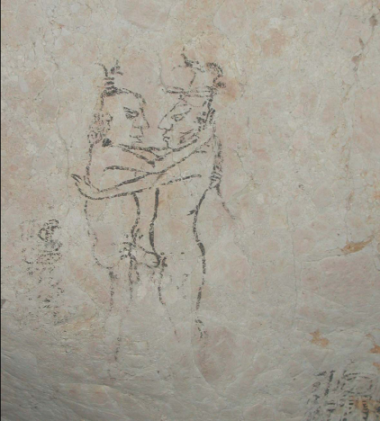
Dibuix 18 que representa una relació sexual

S'hi ha descobert una gran quantitat de pintures, dibuixos, inscripcions, empremtes de mans, artefactes i construccions de maçoneria. Algunes inscripcions commemoren la visita de personatges importants a la cova, segurament sobirans, com ho indica la presència del glif emblema prou estrany d'Ixtutz, un llogaret a 35 km al nord-oest de Naj Tunich; o fins i tot una inscripció que esmenta la visita de Tum Yohl K'inich, probablement un sobirà d'El Caracol.
S'accedeix a la cova per una sala d'entrada d'uns 30 m d'alçada. El seu fort pendent, el feren els maies, que hi van construir murs baixos. A la part superior, una terrassa anivellada s'anomenava el "Balcó". És en aquesta zona on s'han trobat el major nombre d'artefactes. S'hi van descobrir set estructures, fosses o tancaments de maçoneria. Més enllà del Balcó, els arqueòlegs han instal·lat una porta metàl·lica que permet accedir a la xarxa de galeries de quasi 3 km de llargada. És en aquestes galeries on es troben les obres d'art rupestre.